# Cubnara currax
Cubnara currax är en insektsart som först beskrevs av Melichar 1903.  Cubnara currax ingår i släktet Cubnara och familjen dvärgstritar. Inga underarter finns listade i Catalogue of Life.